# Тягунов, Михаил Георгиевич
Михаил Георгиевич Тягунов  (род. 11 января 1947 года, Москва) — доктор технических наук, профессор кафедры «Гидроэнергетики и возобновляемых источников энергии» МЭИ. Академик академии Электротехнических наук РФ.

## Биография
Михаил Георгиевич Тягунов родился 11 января 1947 года в Москве. Его отец, профессор МЭИ Г. А. Тягунов, занимался в 1930-х годах на факультете электровакуумной техники и специального приборостроения (ЭВПФ) разработками методов расчета вакуумных систем. После окончания школы Михаил Георгиевич поступил, а в 1970 году окончил электроэнергетический факультет Московского энергетического института (МЭИ). Остался работать на кафедре «Гидроэнергетики». Работал инженером, учился в аспирантуре. С 1975 года — младший научный сотрудник кафедры «Гидроэнергетики» МЭИ. С 1979 по 1981 год занимал должность заведующего научно-исследовательской лабораторией кафедры «Гидроэнергетики», с 1981 по 1995 год — ведущий научный сотрудник кафедры.
Защитил кандидатскую диссертацию (1978). С 1992 года — доцент кафедры «Гидроэнергетики и электроэнергетики возобновляемых источников» МЭИ. С 1995 года работал деканом факультета повышения квалификации преподавателей и специалистов МЭИ. В 1996 году защитил докторскую диссертации на тему: «Разработка метода структурно инвариантного моделирования объектов гидроэнергетики и использование его в системах управления проектирования и обучения». Получил ученую степень доктора технических наук, профессор (1998).
Действительный член Международной академии информатизации (1996), академии Электротехнических наук РФ. Участвовал в работах «Создание автоматизированной системы диспетчерского управления энергетическими объединениями с каскадами ГЭС».

## Научная деятельность
Область научных интересов: моделирование управляемых процессов, информационные технологии в области бухгалтерского учёта, аудита и финансового менеджмента, системный анализ процессов управления энергетическими объектами.
Михаил Георгиевич Тягунов имеет 3 авторских свидетельства СССР на изобретения, является автором около 140 научных работ. Одновременно с научной работой преподает в Национальном исследовательском университете «МЭИ», подготовил 10 кандидатов технических наук.
В настоящее время он является членом редколлегии журналов «Электротехника» и «Новое в российской энергетике», членом научно-технической коллегии НП «НТС ЕЭС», секции «Возобновляемая и нетрадиционная энергетика», эксперт Международной энергетической комиссии и Федерального реестра РФ экспертов научно-технической сферы, членом научно-технических советов ОАО «РусГидро» и ОАО «РАО ЭС Востока», экспертного совета по формированию законодательных инициатив и поддержке предпринимательства при Председателе Комитета Государственной Думы по энергетике.

### Труды
- Управление режимами РЭС: [Учеб. пособие для вузов по спец. «Гидроэлектроэнергетика»] / М. Г. Тягунов; Под ред. В. И. Обрезкова. М.: МЭИ, 1984.
- Учебное пособие по курсу «Управление режимами и эксплуатация ГЭС». Системный подход к управлению энергосистемами с ГЭС. / М. Г. Тягунов ; Ред. Н. К. Малинин; Моск. энерг. ин-т М. : МЭИ, 1987.

## Награды и звания
- Медаль «В память 850-летия Москвы»
- Почетный работник высшего образования РФ